# Marc Aguado Pallarès
Marc Aguado Pallarès (nascut el 22 de febrer de 2000) és un futbolista aragonès d'origen català que juga com a migcampista a l'Elx CF.
És fill de l'exfutbolista català Xavi Aguado.

## Carrera de club
Nascut a Saragossa, Aragó, Aguado va representar el Reial Saragossa quan era juvenil i va debutar amb el filial el 26 d'agost de 2018 en la derrota de Tercera Divisió per 1-0 contra la SD Tarazona. Va marcar el seu primer gol de sènior el 23 de setembre, marcant el primer gol en una victòria a domicili per 2-1 contra l'AD San Juan.
L'11 d'agost de 2020, després de ser titular habitual de l'equip B, Aguado va ser cedit al FC Andorra de Segona Divisió B per un any. El 31 de maig següent, el seu contracte amb el Saragossa es va prorrogar fins al 2023, i la cessió es va renovar per una temporada més el 25 de juny de 2021.
Aguado va ser titular habitual dels andorrans durant la campanya, i va participar en 34 partits en total, en la qual el club va aconseguir el primer ascens a Segona Divisió. L'1 de juliol de 2022, la seva cessió es va prorrogar per cobrir la temporada 2022-23, amb la renovació del seu contracte fins al 2025.
Aguado va fer el seu debut com a professional el 15 d'agost de 2022, començant com a titular en una victòria fora de casa per 1-0 contra el Real Oviedo.
El 3 de febrer de 2025, Aguado es va traslladar a l'Elx CF.